# Инфантильная амнезия
Инфантильная амнезия — один из типов амнезии, характеризующийся отсутствием воспоминаний у взрослого человека о раннем периоде детства. Причины наличия данной амнезии наукой пока не определены.

## Характеристика инфантильной амнезии

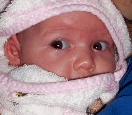
Младенец

Ребёнок и взрослый человек, как правило, не в состоянии воспроизвести из долговременной памяти младенческие и ранние детские переживания (включая лица, события), возникавшие до достижения определённого сознательного возраста.

## Возможные причины
В научной среде существует ряд теорий о природе инфантильной амнезии. В частности, причина отсутствия воспоминаний нейробиологами объясняется утратой нейронных связей, которые интенсивно формируются в раннем детстве и носят во многом хаотичный характер. Однако объяснение механизма не объясняет сам факт существования такого феномена, который, кстати, отсутствует у некоторых животных.
Согласно другой версии, детская амнезия объясняется беспомощностью ребёнка, зависимостью от складывающихся обстоятельств и окружения, обеспечивающего выживание. В таких условиях риск гибели ребёнка чрезвычайно высок. В связи с этим личность в раннем детстве находится на уровне досознательного восприятия реальности, при котором отсутствует возможность осознания запредельного риска собственной гибели. Таким образом, имеет смысл предположить, что инфантильная амнезия несёт охранную функцию психики, в чём просматривается согласованность с Фрейдом, но защита от воспоминаний связана не с травматизмом осознания ранней сексуальности раннего периода развития, а с травмой рождения и невысокими шансами выживания в достаточно агрессивной среде. Режим иного уровня, то есть сознательного восприятия реальности, запускается примерно в тот момент, когда шансы на выживание повышаются до определённого уровня. Таким образом, феномен инфантильной амнезии носит эволюционный запрограммированный характер и связан с охранной функцией психики человека, не допуская полного осознания своей уязвимости в раннем периоде развития, так как это может нанести непоправимый урон психике человека в более зрелом возрасте.